# شارل مارتل
شارل مارتل یا شارل چَکُش (۲۳ اوت ۶۸۶ میلادی – ۲۲ اکتبر ۷۴۱ میلادی) کاخ‌بان و دوک و شاهزاده فرانک‌ها بود. وی کنترل سرزمین‌های فرانک‌ها را در هر سه بخش زیر فرمان ایشان؛ اوسترازیا، نوستریا و بورگوندی را دارا بود. او که زاده هرستال؛ امروزه والونی در کشور بلژیک؛ بود فرزند پپن ارستال (پپن دوم) و معشوقه‌اش الپایدا بود.
درخشش و نامداری او برای جنگ تور در سال ۷۳۲ بود، وی با شکست مسلمانانی که در ایبریا پیشروی نموده بودند، رهایی دهنده اروپا شناخته شده‌است. شکستی که او به مسلمانان داد مرزهای فرانک‌ها را در اروپای غربی از تاخت‌و‌تاز ایشان و گسترش اسلام آسوده ساخت. او که فرماندهی زیرک و خوش‌اندیشه بود، نماد یک قهرمان در اوایل قرون وسطا شمرده می‌شد.

## پایه‌ریزی قدرت
در دسامبر ۷۱۴ پپن ارستال (پپن دوم) مرد. او سپرده بود که نوه‌اش تئودولد جانشینش شود. از آنجا که تئودولد تنها هشت سال داشت، بزرگان کشور با حکومتش همداستان نبودند، پس در این میان پسر نامشروع پپن؛ شارل مارتل؛ از فرصت سود برده و قدرت را به چنگ آورد.
او که تا این زمان در زندان بود توانست در اوسترازیا بر سر کار بیاید؛ ولی در ۷۱۵ نوستریا که زیر فرمان نمادین پادشاه شیلپریک دوم بود با فریزی‌ها همپیمان شده و به مرزهای اوسترازیا تاختند. شارل مارتل که یارای ایستادگی نمی‌دید به کوه‌های ایفل گریخت. از اینروی شیلپریک دوم پادشاه همه فرانک‌ها گردید.
ولی سرانجام در جنگ اَمبلِو در نزدیکی مالمدی وی با بهره‌گیری از هوش سرشار سپاهیگری‌اش و با سود بردن از تاکتیک عقب‌نشینی نمادین که تا آن روز در اروپا پیشینه‌ای نداشت به پیروزی رسید و توانایی جنگی خود را اثبات نمود.
در بهار ۷۱۷ او با سپاهی به نوستریا تاخت و در نزدیکی کامبره به پیروزی رسید. او شاه و کاخ‌بان را تا پاریس دنبال کرد تا جلو آمادش دوباره نیرو از سوی ایشان را بگیرد. رفتار نیک او با شکست‌خوردگان برای آن زمان در اروپا بسیار کمیاب بود چه که هنگام پیروزی با شکست‌خوردگان به نیکی رفتار نمی‌کردند. او سراسقف رایمز؛ ریگوبرت؛ را برکنار نمود و کلوتار چهارم را به شاهی برداشت.
او همچنین فریزیای غربی(هلند کنونی) را به دست آورد و ساکسون‌ها را تا وزر پس راند. او اگر چه به راستی همه نیروی کشور را در دست داشت ولی هرگز نخواست نام پادشاه را برای خود نداشت.
در ۷۱۸ شیلپریک در راستای ایستادگی در برابر شارل با اودوی بزرگ دوک آکیتن همپیمان شد ولی هر دو از شارل شکست خوردند و به جنوب در لوار گریختند.

### جنگهای خارجی
میان سال‌های ۷۱۸ تا ۷۳۲ میلادی شارل مارتل به یک رشته پیروزی‌ها دست یافت. برای نمونه توانست باردیگر ساکسون‌ها را که به مرزهای فرانک‌ها در اوسترازیا دست درازی نموده بودند پس براند. او مرزهای کشورش را تا کرانه وزر، لیپه و روهر گسترد.
در ۷۲۰ شیلپریک درگذشت، پس شارل پسر خردسال او تئودوریک چهارم را بر تخت نشاند. در ۷۲۴ نوستریا شورش کرد که به سادگی نیز سرکوب شد. میان سال‌های ۷۲۰ تا ۷۲۳ او به جنگ با قبیله‌های ژرمن پرداخت. در ۷۳۰ به لانتفرید دوک آلمانیا پرداخت که با کشته شدن دوک در جنگ به پیروزی رسید. این چنین جنوب آلمان برای نخستین بار به مرزهای فرانک‌ها پیوست. در سال ۷۲۱ مسلمانان که پیشتر کوردوبا را گشوده بودند با سپاهی بزرگ به آکیتن تاختند و شهر تولوز را محاصره کردند. اودوی بزرگ برای یافتن نیروی یاری‌رسان از شهر بیرون رفت و سه ماه پس از آن بازگشت. در بازگشت به مسلمانان شبیخون زد و کشتار بسیار بزرگی از سربازان ایشان نمود. این نبرد به جنگ تولوز شناخته می‌شود.
شارل مارتل که رویدادها را از دور می‌نگریست از امویان خواست تا یا بازگردند یا چشم به راه جنگ بنشینند. او دانست که اکنون نیاز به یک ارتش همیشگی دارد. پیش از آن ارتش فرانک‌ها از نیروهای آماده برای خوانده شدن به جنگ سازمان می‌یافت.

## پیش‌زمینه نبرد تور

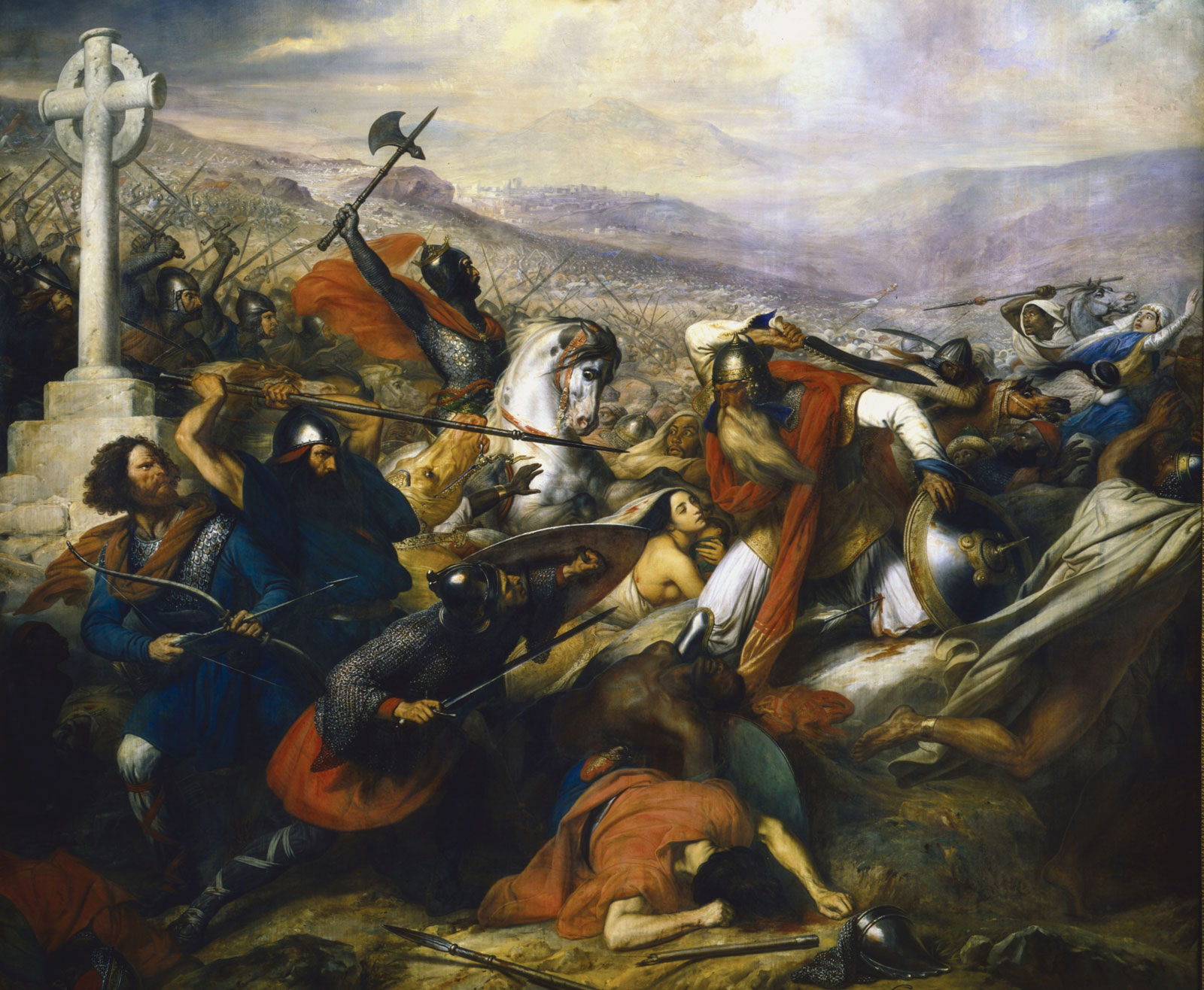
نبرد تور که به نامداری شارل مارتل در تاریخ انجامید.

شارل مارتل در این زمان دست از جنگ با ساکسون‌ها کشید و به خطری بزرگ‌تر پرداخت، مسلمانان. او می‌بایست نیرویش را جمع می‌کرد تا از مسیحیت پاسداری کند. او برای نخستین بار پس از چیرگی رومیان بر اروپا ارتشی راستین پدید آورده بود و مانند گذشته به مشتی قبیله وحشی و نامنظم وابسته نبود، ولی مسلمانان از نیروی راستین فرانک‌ها ناآگاه بودند. فرمانده عرب‌ها در این جنگ عبدالرحمن الغافقی یمنی بود.

## نبرد تور
در ۷۲۱ اودوی بزرگ، دوک اکیتن جلوی پیشروی عرب‌های مسلمان را که از امارت قرطبه به مرزهای فرانک‌ها دست یازیده بودند گرفت و قهرمان جنگ تولوز شد. عبدالرحمن الغافقی امیر تازه کوردوبا سپاه بزرگی را از عرب و سواران بربر سازماندهی نمود. در ۷۳۲ اودوی بزرگ در جنگ رود گارون شکست سختی از عرب‌ها خورد و کشته‌های بسیاری داد. عرب‌ها بوردو را گرفتند و آن را تاراج نمودند. اودو به پیش شارل مارتل گریخت و از او یاری خواست. شارل پذیرفت که بدو یاری رساند.
از آنجا که در جنگ تور شارل دشمن را کوبید، بدو لقب چَکُش دادند. تاریخنگاران بر این باورند که اگر شارل در جنگ تور شکست می‌خورد اسلام سراسر سرزمین گل را در برمی‌گرفت و شاید اروپای غربی را درمی‌نوردید؛ بنابراین وی را رهایی‌بخش مسیحیت در برابر اسلام دانسته‌اند.
جنگ در دشت‌های میان پواتیه و تور در شمال مرکزی فرانسه نزدیک روستای موسیه لا بالی نزدیک ۲۰ کیلومتری شمال شرقی پواتیه بوده‌است (حدودا ۱۰ کیلومتری پاریس) انجام گرفت، از اینروی گاه این نبرد را جنگ پواتیه نیز می‌نامند. شمار سپاه فرانک‌ها در برگیرنده پیاده‌نظام از پانزده هزار تا هفتادوپنج هزار دانسته‌اند. او همچنین برای توانبخشی بیشتر به پیادگان دسته‌ای سواره نیز به خدمت گرفته بود. خود اودوی بزرگ نیز یکی از بال‌های سپاه شارل را رهبری می‌کرد.
فرانک‌ها در دشت‌های بلند جنگلی به پدافند پرداختند و چشم به راه آفند عرب‌ها نشستند، بالا رفتن از تپه‌های پوشیده از درخت سواران سنگین‌اسلحه عرب را خسته می‌کرد و درخت‌ها نیز به پدافند فرانک‌ها یاری می‌رساند. نکته دیگر آغاز سرمای پاییزی بود، با اینکه فرانک‌ها مانند عرب‌ها دارای چادر نبودند ولی دارای پوششی از پوست گرگ و خرس بودند برای آن آب و هوا بهتر از پوشش عرب‌ها بود. هفت روز پس از صف‌آرایی دو سپاه در برابر یکدیگر، عرب‌ها تازش را آغاز کردند. مسلمانان شکست خوردند و عبدالرحمن الغافقی در میدان نبرد کشته شد. پیروزی پیادگان بر سواره سنگین‌اسلحه عرب در آن زمان ناشدنی می‌نمود ولی فرانک‌ها به این پیروزی دست یافتند. نقش شارل مارتل به عنوان کسی که اعتماد به نفس لازم را برای نبرد با دشمن شکست‌ناپذیر به فرانک‌ها داد انکارناپذیر است. یک نوشته عربی در وصف چگونگی سپاه فرانک‌ها می‌گوید:
«در میدان نبرد مردان شمالی چون دریایی جنبش‌ناپذیر بودند، استوار و به هم پیوسته ایستاده بودند مانند سنگری از یخ؛ و با وزش شمشیرهایشان عربها را پاره‌پاره می‌کردند. گرداگرد فرماندهشان چنبره زده، مردمان اوستریایی پیشاپیش بردوش گرفته بودنش. دستهای فرسوده‌ناشدنیشان شمشیرها را در سینه دشمن فرومی‌برد.»
در گرماگرم نبرد مسلمانان کوشیدند صف فرانک‌ها را پاره کنند و شارل مارتل را بکشند ولی فرانک‌های گِرد شارل فشرده تر از آنی بودند که بتوان چنین کرد. با بالا گرفتن نبرد ترس از شکست در دل عرب‌ها افتاد و چون در چادرهای خود کالاهای تاراج‌شده را نگاه داشته بودند به سوی چادرها راه افتادند تا بگریزند. عبدالرحمان که پراکنده شدن سپاه اسلام را دید کوشید آن‌ها را بازگرداند ولی فرانک‌ها گرداگردش را گرفتند و او را کشتند. پس از این سپاه شارل دست از جنگ کشید و تا بامداد فردا به آسودن پرداخت. روز پس از آن تنها چند چادر از عرب‌ها به جا مانده بود، مسلمانان هر آنچه از کالاهای تاراجی را که توانسته بودند برداشته و به ایبری پس‌نشسته بودند. چنین می‌نماید که مسلمانانی که از گروه‌های نژادی گوناگونی بودند برای برگزیدن رهبری برای پیگیری جنگ با فرانک‌ها همداستان نبوده‌اند.
کشتن عبدالرحمان و پراکنده‌ساختن اردوی مسلمانان را نقشه‌های شارل مارتل می‌دانند چه که سپاه او با امکانات محدود نباید می‌توانست بر عرب‌ها پیروز شود. تاریخنویسان از این دید پیروزی وی را همانند با پیروزی پارتها بر رومیان می‌دانند.

## پس از جنگ تور
پس از جنگ تور شارل مارتل به مرزهای شرقی و جنوبی پرداخت. در ۷۳۷ تئودوریک چهارم درگذشت، ولی شارل مارتل پادشاهی را بر تخت ننشاند و خود با نام دوک فرانکها بر کشور فرمان راند و تا زمان مرگش هم تخت پادشاهی مروونژی‌ها بی شاه ماند.

## مرگ
شارل مارتل در ۲۲ اکتبر ۷۴۱ در کیرزی‌سوروئیز (استان اسن امروزی در فرانسه) در منطقه پیکاردی درگذشت و در کلیسای سن-دنی به خاک سپرده شد. سرزمین زیر فرمان او یک سال پیش از مرگش میان پسرانش بخش شده بود. به کارلمان اوسترازیا و آلمانیا رسید و پپن کهتر نوستریا و دوک‌نشین بورگوندی را به دست آورد.